# Гайдаренко, Степан Степанович
Степа́н Степа́нович Гайдаре́нко (25 декабря 1908 (7 января 1909); город Грубешов Люблинской губернии Российской империи, ныне город Хрубешув Люблинского воеводства, Польша — 28 августа 1977; город Москва) — Герой Советского Союза (22 февраля 1939), майор (1938; понижен до капитана в 1940; восстановлен в 1943), лётчик.

## Биография
Родился 25 декабря 1908 (7 января 1909) года в городе Грубешов Люблинской губернии Российской империи (ныне — город Хрубешув ныне Люблинского воеводства, Польша). Украинец. С 1914 года жил в городе Полтава (Украина). В 1924 году окончил 7 классов школы. В 1918—1921 годах батрачил в сёлах нынешнего Диканьского района Полтавской области. В 1922—1923 годах работал слесарем на Полтавской деревообделочной фабрике, в 1925—1926 — токарем на 2-й постоялой воздухоплавательной базе в Полтаве.
С 1922 года состоял членом спортивно-лётной секции и планерного кружка в Полтаве. Участвовал в постройке планеров «Аист», «Цапля ДЗ» и «Губтелега». В сентябре 1924 года был на 2-х Всесоюзных планерных испытаниях в Коктебеле.
В январе-октябре 1927 года проходил службу в армии на должности оружейного мастера (в Украинском военном округе).
В 1927 году окончил вечерний рабфак, до 1929 года работал токарем на заводе «Металл» в Полтаве.
Вновь в армии с августа 1929 года. В декабре 1931 года окончил Сталинградскую военную авиационную школу лётчиков. Служил в строевых частях ВВС (в Белорусском военном округе); был командиром звена, отряда.
С мая по сентябрь 1938 года в звании старшего лейтенанта участвовал в боях с японскими захватчиками в Китае. Был командиром бомбардировочной авиаэскадрильи в составе Национально-революционной армии Китая. Совершил 16 боевых вылетов на бомбардировщике СБ, в одном из вылетов его экипаж сбил японский истребитель. Авиаэскадрилья под его командованием потопила 78 речных судов и уничтожила 30 самолётов (из них 15 — на аэродромах).
За мужество и героизм, проявленные при выполнении воинского долга, Указом Президиума Верховного Совета СССР от 22 февраля 1939 года майору Гайдаренко Степану Степановичу присвоено звание Героя Советского Союза с вручением ордена Ленина. После учреждения знака особого отличия ему 4 ноября 1939 года была вручена медаль «Золотая Звезда».
С 1939 года — лётчик-инспектор Лётной инспекции ВВС Красной Армии. В 1940—1941 — лётчик-испытатель военной приёмки авиазавода № 22 (г. Москва); испытывал серийные бомбардировщики СБ, Ар-2 и Пе-2.
Участник Великой Отечественной войны: в июле-августе 1941 — заместитель командира авиаэскадрильи 410-го бомбардировочного авиационного полка (Западный фронт). Участвовал в оборонительных боях на западном направлении. Совершил 18 боевых вылетов на бомбардировщике Пе-2.
В 1941—1942 — лётчик-испытатель военной приёмки авиазавода № 22 (г. Казань); испытывал серийные бомбардировщики Пе-2. В 1942—1944 — лётчик-испытатель военной приёмки авиазавода № 30 (г. Москва); испытывал серийные штурмовики Ил-2.
Затем вновь участвовал в Великой Отечественной войне: в январе 1944-мае 1945 — лётчик-инспектор по технике пилотирования 266-й (с февраля 1944 года — 8-й гвардейской) штурмовой авиационной дивизии. Воевал на 2-м и 1-м Украинских фронтах. Участвовал в Корсунь-Шевченковской операции, освобождении Закарпатья и Польши, Берлинской и Пражской операциях. Совершил 10 боевых вылетов на штурмовике Ил-2.
После войны продолжал службу в строевых частях ВВС. С ноября 1946 года гвардии майор С. С. Гайдаренко — в запасе.
В 1950 году окончил курсы при Школе высшей лётной подготовки ГВФ. В 1949—1952 годах работал пилотом в Аэрогеологическом тресте Министерства геологии СССР, с 1952 года — пилотом в 1-й аэроэкспедиции Главного Управления ГВФ. На самолёте Ли-2 участвовал в аэрофотосъёмке.
Жил в Москве. Умер 22 августа 1977 года. Похоронен на Донском кладбище в Москве.

## Награды и звания
- Герой Советского Союза (22.02.1939);
- орден Ленина (22.02.1939);
- орден Отечественной войны 1-й степени (8.03.1945);
- орден Красной Звезды (3.11.1944);
- орден «Знак Почёта» (25.07.1949);
- медали.